# Sergej Diaghilev

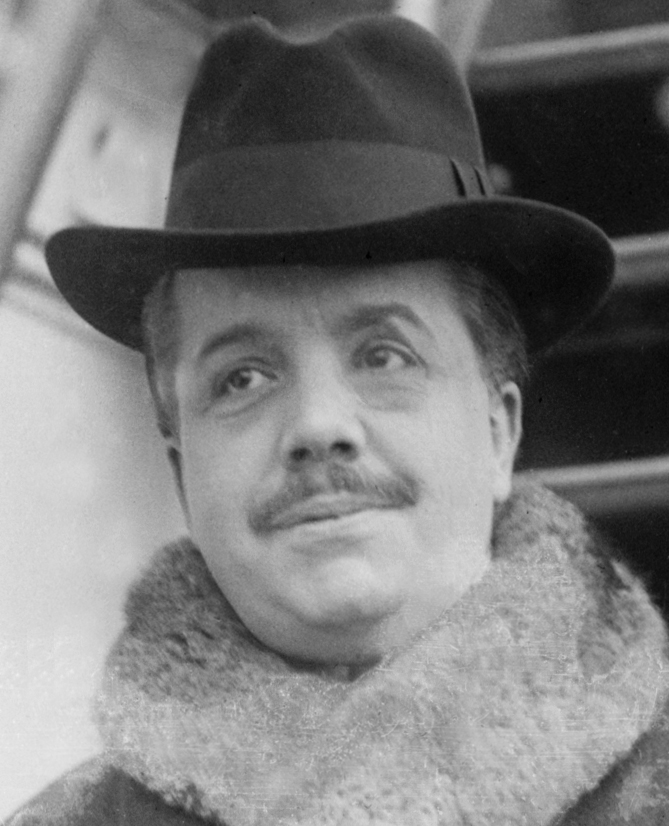
Sergej Diaghilev

Sergej Pavlovitsj Diaghilev (Russisch: Сергей Павлович Дягилев; Sergej Pavlovitsj Diaghilev) (Oblast Novgorod, 31 maart 1872 – Venetië, 19 augustus 1929) was een Russisch impresario.

## Levensloop
Diaghilev was een van de oprichters van de Petersburgse kunstenaarsbeweging Mir Iskoesstva. Hij organiseerde de eerste tentoonstelling van Franse impressionisten in Rusland (1899-1900) en hij introduceerde de moderne Franse muziek (Debussy, Ravel, Dukas) in Rusland. In 1906 organiseerde hij in Parijs een succesvolle tentoonstelling van Russische kunst, Deux siècles d'art Russe. Diaghilev werd impresario en reisde in 1908 met Feodor Chaliapin naar Parijs voor een voorstelling van de opera Boris Godunov. Hij werd vervolgens vooral bekend als de stichter van de Ballets Russes, een balletgezelschap waaruit vele beroemde dansers en choreografen zijn voortgekomen en dat van groot belang is geweest voor de ontwikkeling van het ballet als uitvoerende theaterkunst.

### Ballets Russes
In 1909 begon Diaghilev met een serie van twintig balletseizoenen in Parijs. Hij zette dansers als Anna Pavlova, Tamara Karsavina en Vaslav Nijinsky in en gebruikte muziek van componisten als Igor Stravinsky, Claude Debussy, Maurice Ravel, Erik Satie, Richard Strauss, Sergej Prokofjev, Francis Poulenc en anderen, vaak speciaal voor de Ballets Russes geschreven. Zijn choreografen, met name Michel Fokine, Vaslav Nijinsky en Léonide Massine, ontwikkelden daarbij een moderne, gecompliceerde balletvorm waarin de dramatische eenheid van een dansvoorstelling werd benadrukt, maar waarin ook show-elementen waren opgenomen.
Het einde van de negentiende eeuw gaf een vrijere ontwikkeling te zien in de toepassing van tonaliteit, harmonie, ritme en metrum. Tot die tijd hadden strakke harmonische schema's het ritme in een vrij ongecompliceerd patroon gehouden. Maar rond de eeuwwisseling werden harmonie en metrische middelen ofwel meer rigide toegepast ofwel onvoorspelbaarder. Beide benaderingen hadden een bevrijdend effect op het ritme. Dit had ook invloed op het ballet. Diaghilev was een pionier in het gebruiken en omvormen van deze nieuwe muziekstijlen en droeg zo bij aan de ontwikkeling van het moderne ballet. De dansers van de Ballets Russes moesten wel wennen aan de nieuwigheden: toen Ravel in 1912 in het laatste deel van zijn ballet Daphnis en Chloë een 5/4 maat gebruikte, zongen ze tijdens het oefenen steeds Ser-ge-dia-ghi-lev om het juiste ritme te kunnen aanhouden.
De première van Le Sacre du printemps, een ballet van componist Igor Stravinsky, choreograaf Vaslav Nijinsky en vormgever Nikolaj Rjorich leidde tot een groot schandaal, door Stravinsky's als woest en barbaars ervaren muziek, en Nijinsky's revolutionaire choreografie.

### Isolatie van Rusland

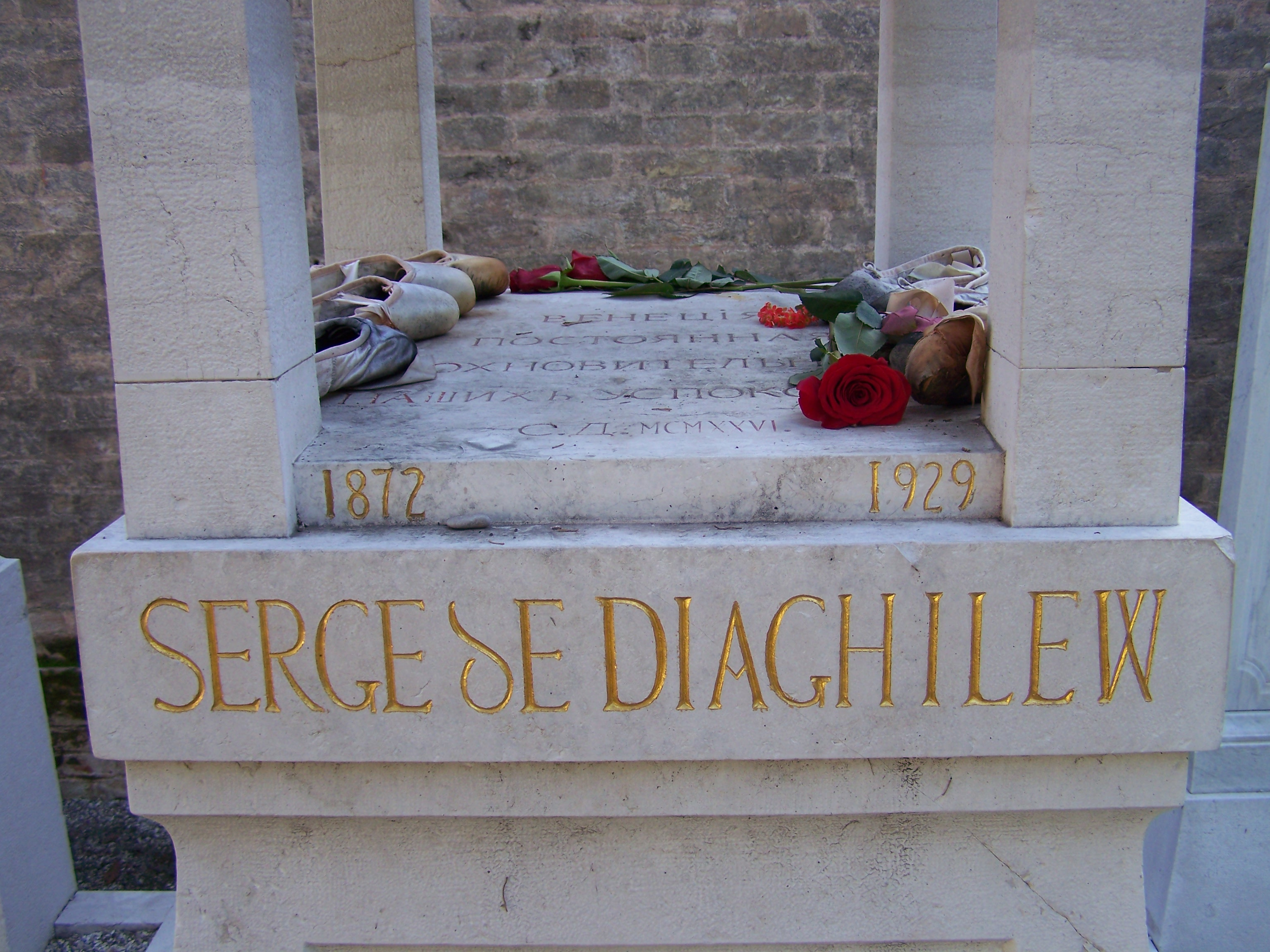
Graf van Diaghilev op het Isola di San Michele bij Venetië

Tot 1914 waren de Ballets Russes een voornamelijk Russische onderneming, gevormd door Russische componisten, choreografen, dansers en vormgevers. Door de Eerste Wereldoorlog en de Russische Revolutie raakte Diaghilev geïsoleerd van het Russische moederland, en moest zich noodgedwongen richten op samenwerking met Franse, Spaanse en Britse kunstenaars. Tegelijkertijd kreeg Diaghilev een steeds grotere interesse in de verrichtingen van de verschillende Avant-gardebewegingen en deed steeds meer pogingen om deze in zijn dansproducties te verwerken. Dit leidde vanaf 1917 tot samenwerkingsverbanden met kunstenaars als Pablo Picasso, Henri Matisse, Giorgio de Chirico, Max Ernst, Juan Gris, en André Derain, welke laatste bijvoorbeeld in 1919 de decors beschilderde voor het ballet La Boutique fantasque van Ottorino Respighi.

### Ballet Russes' volgelingen
In latere jaren trokken leden van de Ballets Russes hun eigen sporen in de balletwereld. George Balanchine bijvoorbeeld begon een ballettraditie in de Verenigde Staten en Ninette de Valois en Marie Rambert deden hetzelfde in Engeland. Balletmeester Serge Lifar was verantwoordelijk voor de latere herleving van de Parijse Opera.
Sergej Diaghilev overleed op 57-jarige leeftijd en ligt begraven op het Isola di San Michele bij Venetië, niet ver van het graf van Igor Stravinsky.

## Producties

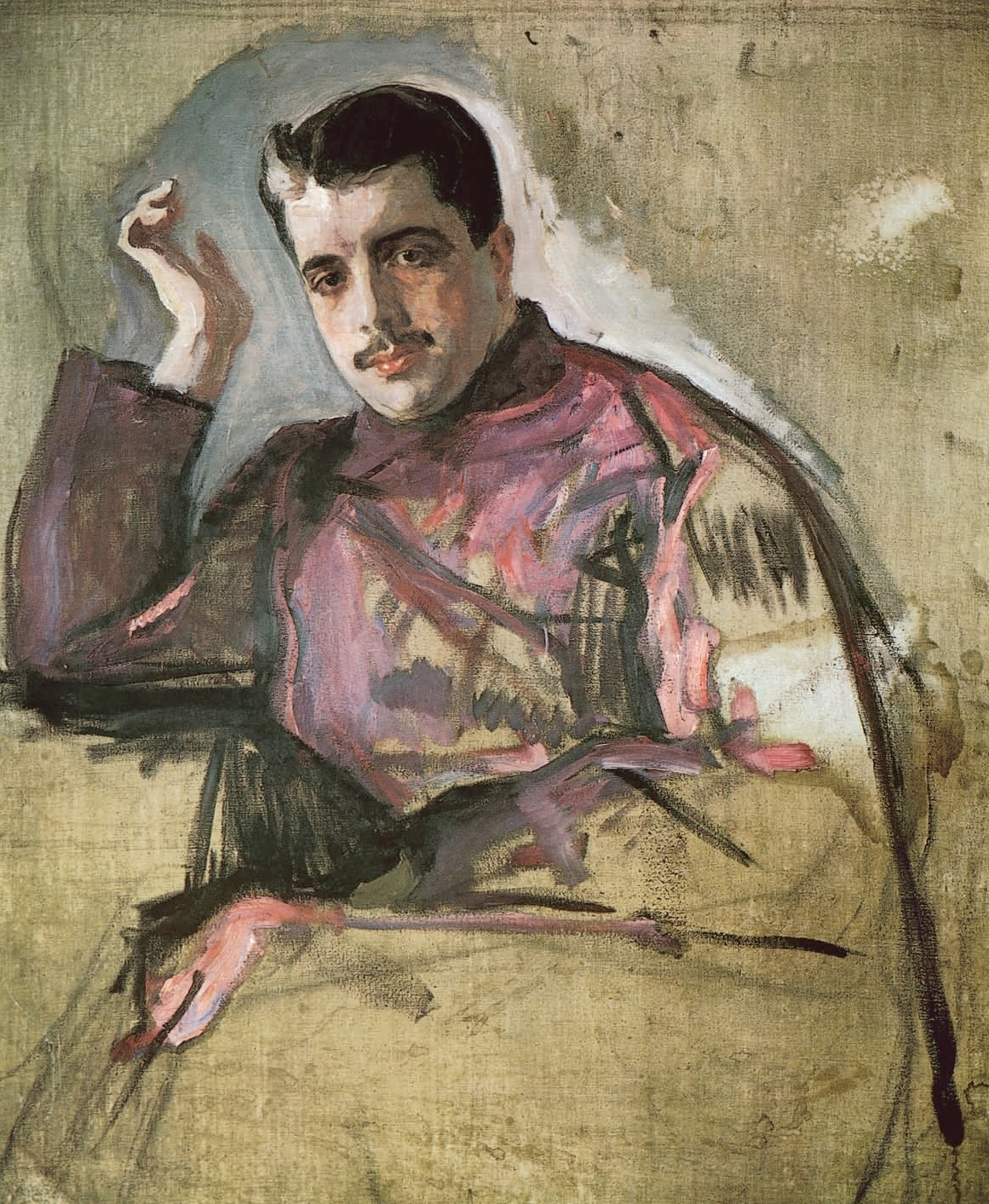
Portret van Diaghilev door Valentin Serov (1904)

- La Boutique fantasque
- Les femmes de bonne humeur
- Le Chant du Rossignol
- Daphnis et Chloé
- L'Oiseau de Feu
- Petroesjka
- Le Sacre du printemps
- Parade
- les Biches
- Oedipus Rex
- Mavra
- Prélude à l'après-midi d'un faune
- Le Train Bleu